# Symfonia zmysłów
Symfonia zmysłów (ang. Flesh and the Devil) – czarno-biały film niemy z 1926 roku produkcji amerykańskiej.

## O filmie
Scenariusz Symfonii zmysłów powstał na podstawie powieści Hermanna Sudermanna pt. Es war z 1894 roku. Film wyreżyserował Clarence Brown, a wystąpili w nim m.in. Greta Garbo i John Gilbert. Garbo początkowo nie chciała wystąpić w filmie. Była zmęczona pracą nad Kusicielką, poza tym jej siostra zmarła na raka. Obraz ten jednak okazał się dla niej przełomowy i zawodowo i prywatnie: uczynił z niej prawdziwą gwiazdę na amerykańskim rynku filmowym i zapoczątkował długoletni romans z Johnem Gilbertem.

## Obsada
- Greta Garbo jako Felicitas
- John Gilbert jako Leo von Harden
- Barbara Kent jako Hetrtha
- Lars Hanson jako Ulrich von Eltz
- George Fawcett jako pastor Voss
- William Orlamond jako Kutowski
- Eugenie Besserer jako matka Leo

## Oceny
| Źródło          | Ocena |
| --------------- | ----- |
| Allmovie        | [ 2 ] |
| Rotten Tomatoes | 92%   |